# Villa Margherita (Bordighera)
Pour l’article homonyme, voir Villa Margherita (Gressoney-Saint-Jean).
La villa Regina Margherita est située au 34 de la via Romana à Bordighera sur la Riviera ligure en Italie. L'édifice fait partie des biens protégés par la Surintendance pour les biens architecturaux et les paysages de la Ligurie.

## Historique
Quand la reine Marguerite de Savoie arrive pour la première fois à Bordighera en septembre 1879, elle est accueillie à la Villa Bischoffsheim. En janvier 1880, elle rentre à Rome, mais elle revient plusieurs fois à Bordighera en séjournant au Cap Hôtel qui se trouvait sur la via Virgilio. 
En 1914, elle achète la villa Bischoffsheim, devenue villa Etelinda, à son nouveau propriétaire, Lord Strathmore Claude Bowes-Lyon. La villa Etelinda avait un grand parc où  la reine fait construire sa villa le 30 mars 1914 sous la direction de l’architecte Luigi Broggi (it).
La villa, bâtie en style baroque du XVIIIe siècle, est composée d’un sous-sol, d'un rez-de-chaussée, de deux étages et d'une grande terrasse sur le toit, qui, grâce à une passerelle, permet l’accès à la partie haute du parc. Au sous-sol Broggi avait placé la salle pour le repassage, la cuisine, les salles de travail pour le personnel, la garde-robe, la chaufferie et les machines pour faire fonctionner l’ascenseur. 
Au rez-de-chaussée, se trouve l’atrium avec sa salle d’attente pour les audiences, la bibliothèque, la salle de réception, la salle de réunion et la salle à manger. De l’atrium,   une ouverture cachée donne accès à la chapelle privée de la Reine.
Grâce à un imposant escalier illuminé par un magnifique vitrail sur lequel se trouve le blason du Roi et de la Reine, on monte aux  étages. Au premier palier, on accède à l’appartement privé de la Reine, composé par un hall, un bureau, sa chambre et sa salle de bain. Tout autour, l'architecte Broggi avait construit trois petits appartements, réservés à la dame de service et aux autres membres de la famille royale. Au deuxième étage il y avait l’appartement de la Dame du palais, la comtesse Maria Cristina Pes, et du premier gentilhomme le prince Emilio Barbiano de Belgioioso d'Este, plus les chambres pour les invités.
À l’intérieur de la villa, les meubles et décorations ont disparu mais il reste des superbes trumeaux qui représentent les résidences plus aimées par la Reine, le palais Marguerite à Rome, le Château Savoie à Gressoney-Saint-Jean, et le Pavillon de chasse de Stupinigi.
L’architecte Broggi avait doté la villa du confort  des plus modernes de l’époque, comme l’ascenseur et plusieurs salles de bains privées. Après la restauration, seule la salle de bain de la Reine a été maintenue. La cage d’ascenseur originale a été restaurée et la cabine a été placée à côté de la salle à manger, au rez-de-chaussée.
Les travaux furent terminés à la fin du mois d’octobre 1915 et le 25 février 1916 la villa fut inaugurée. À partir de ce moment, la Reine passait à Bordighera la période entre mai et décembre. Elle mourut d’ailleurs à Bordighera le 4 janvier 1926 à l’âge de 74 ans. 
Après la mort de la Reine la villa fut confiée à l’association nationale des veuves et orphelins de guerre. 
Le 12 février 1941, la villa a accueilli le général Franco et Benito Mussolini qui se sont entretenus au sujet de l'entrée en guerre de l'Espagne aux côtés des forces de l'axe. Cette entrevue n'a finalement débouché sur rien.
Aujourd’hui la villa appartient à la ville de Bordighera et à la province d’Imperia. En 2011 la villa a été restaurée grâce à la Fondazione Terruzzi et elle est devenue aussi un centre d’exposition permanent des œuvres recueillis par Guido Angelo Terruzzi.

## Les jardins
La reine Marguerite de Savoie appela l'équipe du paysagiste allemand Ludovic Winter aide par l'ingénieur hydraulique belge Paul-Vincent Levieux, qui avait déjà dessiné les jardins de la Villa Bischoffsheim ou Villa Etelinda. Un coin du jardin était réservé aux roses, fleurs très aimées par la Reine. Une place particulière était réservée à la rose Reine Marguerite d'Italie créée par la pépinière belge Soupert & Notting en 1904 en l'honneur de la reine.

## Curiosités
En avril 1925, le prince Humbert et la princesse Marie José se rencontrèrent à la villa.
La reine Margherita a demandé que les vitraux soient conçus par le peintre Carlo Bazzi.
La Reine, qui aimait l’art et la littérature, invita en 1922 Vittorio Matteo Corcos qui réalisa un magnifique portrait de la Reine. La Reine y reçut aussi  Pompeo Mariani, Giosuè Carducci, Antonio Fogazzaro, Salvatore Gotta et Riccardo Zanella.

## Lien connexe
- Entrevue de Bordighera